# OK Boomer
"OK Boomer" là một câu khẩu hiệu và meme đã trở nên phổ biến ở giới trẻ, đặc biệt là giới trẻ phương Tây trong suốt năm 2019, được sử dụng để loại bỏ hoặc chế giễu thái độ của thế hệ "boomer" (những người sinh vào khoảng thời gian từ 1946 đến 1964. Cụm từ đầu tiên đã thu hút sự chú ý rộng rãi trong một video TikTok năm 2019 để đáp lại một người đàn ông lớn tuổi, mặc dù cụm từ này đã được đặt ra nhiều năm trước đó. Cụm từ này bị một số người coi như là sự phân biệt về tuổi tác. Nó đã được sử dụng trong một loạt các bối cảnh bao gồm bởi Chlöe Swarbrick, một thành viên của Quốc hội New Zealand để đáp lại lời chất vấn từ một thành viên khác. Cụm từ này cũng đã được sử dụng trong thương mại để bán hàng hóa và đã có nhiều đơn đăng ký nhãn hiệu có liên quan tới cụm từ này.

## Việc sử dụng điển hình

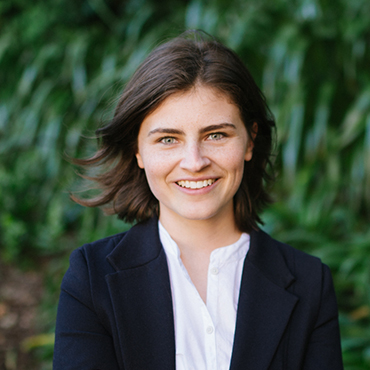
Chlöe Swarbrick, người đã đối đáp lại một người chất vấn bằng cụm từ "OK Boomer".